# Liste der Kulturdenkmäler auf dem Hauptfriedhof Frankfurt (Gewann I–XV)

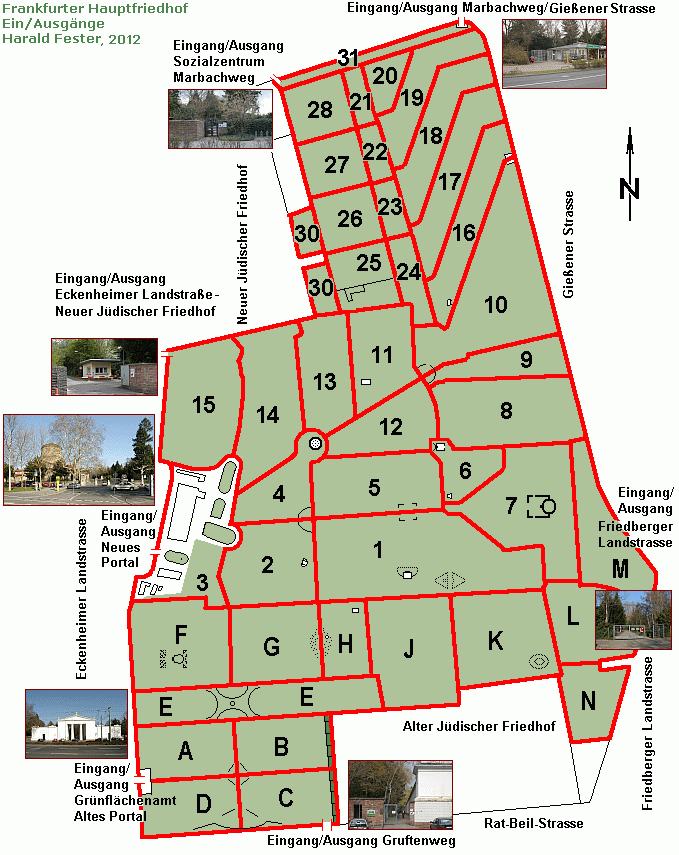
Frankfurter Hauptfriedhof, Plan der Ein- und Ausgänge

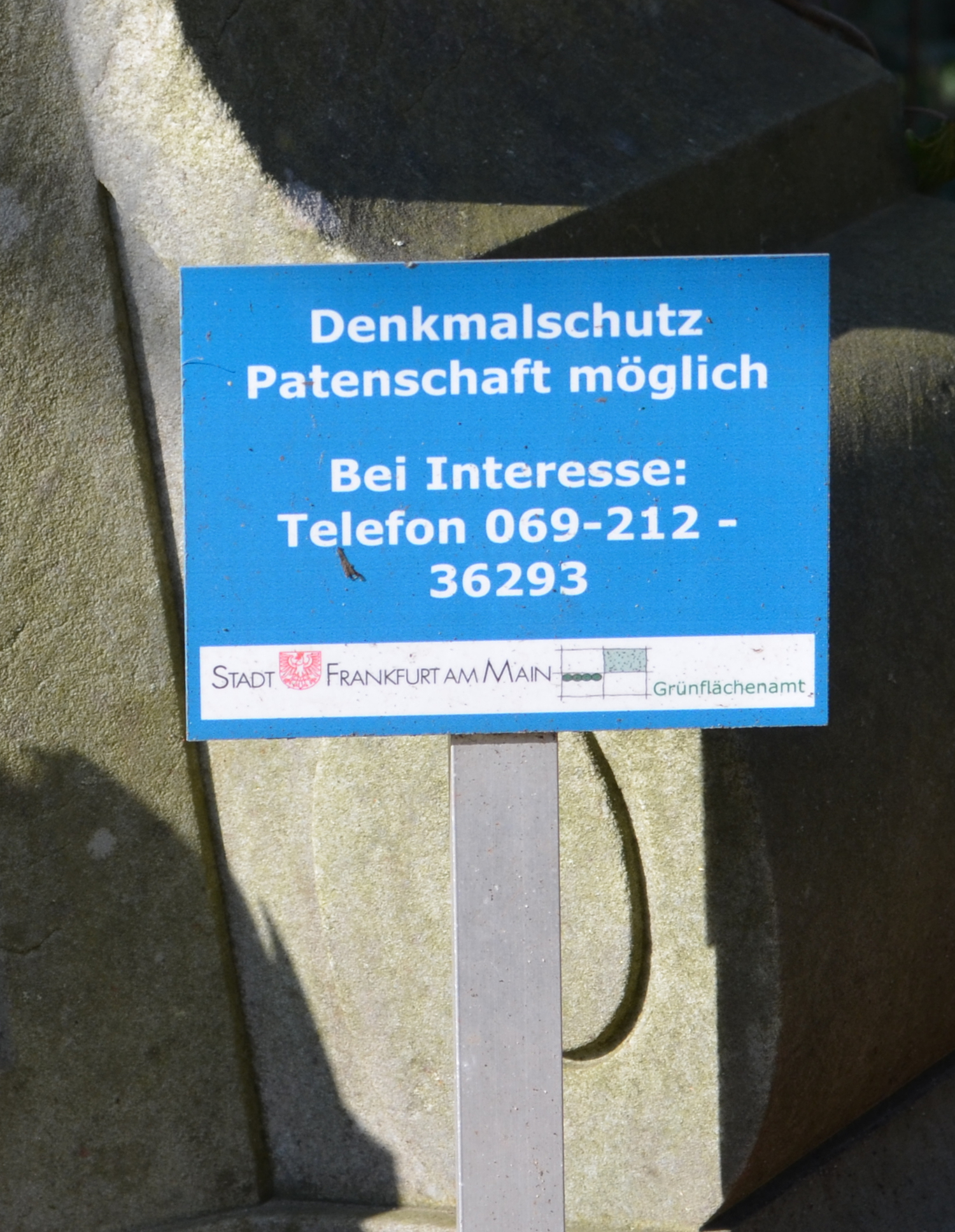
Schild Denkmalschutz

Diese Liste ist eine Teilliste der Liste der Kulturdenkmäler auf dem Hauptfriedhof Frankfurt. Vorliegende Listen stellt die Kulturdenkmäler im neuen Teil des Friedhofs (Gewanne I bis XV) vor.

## Gräber in den Gewannen I bis XV

### Gräber in den Gewannen I
| Bild | Gewann      | Name(n)                            | Jahr                  | Steinmetz                            | Beschreibung |
| ---- | ----------- | ---------------------------------- | --------------------- | ------------------------------------ | --- |
|      | vor I 118   | Norris                             | 1843 (Ausführung)     | 0                                    | Der graue Steinsarg befand sich ehemals in Gewann A/148 |
|      | I 118       | v.d. Emden                         | 1909 (Erstbestattung) | 0                                    | |
|      | I 143       | Foucar                             | 1909 (Erwerb)         | 0                                    | |
|      | I 156       | Brandes                            | 1909                  | F. Hofmeister                        | |
|      | I 160       | Weber                              | 1841–1842             | Otto … (Dresden)                     | Grab des Architekten Martin Weber (1890–1941) |
|      | I 183       | Claar                              | 1909                  | F. Hausmann (Entwurf), Gebr. Wagner  | Das Grab der Schauspielerin Hermine Claar-Delia (1848–1908) und des Intendanten Emil Claar (1842–1930) besteht aus einem Torbogen gebildet aus einer Säule und einem Mauerstück mit wegbrechendem Giebel. Im Torbogen befindet sich eine Säule, gekrönt von einer Frauenbüste. Am Fuß der Säule befindet sich die Skulptur eines Hundes. |
|      | I 185       | Lehmann                            | 1910                  | Hermann Kopf (Darmstadt)             | |
|      | I 191       | Diener, Salzner                    | 1909                  | Gebrüder Wagner                      | Das Grabdenkmal besteht aus einem Grabstein an den sich eine Bronzefigur einer Trauernden lehnt. |
|      | I 199       | Isenberg                           | 1910                  | Joh. Hössbacher                      | |
|      | I 212       | Stroof                             | 1913                  | 0                                    | Das Grab des Chemikers Dr. Ignatz Stroof (1838–1920) |
|      | I 242       | Stunz-Arndt                        | 1909                  | E.C. Klucken                         | Grab der Kommunalpolitikerin Anna Babette Arndt (1899–1984) |
|      | I 243       | Harms                              | 1910                  | 0                                    | Vor dem Grabdenkmal, einer rechteckigen Stele, steht eine Bronzestatue einer Trauernden. |
|      | I 253       | Goebels                            | 1915 (Erstbestattung) | 0                                    | |
|      | I 257       | Schacht                            | 1911                  | Gebrüder Wagner                      | |
|      | I 260       | Oppenheimer                        | 1910                  | Gebr. Wagner                         | |
|      | I 264       | Scholz                             | 1911                  | Karl Wach                            | |
|      | I 265       | Kellermann                         | 1910                  | Ernst Rittweger/Gebr. Wagner         | |
|      | I 319       | Lauinger                           | 1910                  | J. Groh                              | |
|      | I 354       | Schneider                          | ab 1909               | Daniel Greiner                       | |
|      | I 356       | Asch                               | ab 1913               | 0                                    | |
|      | I 371       | Unverzagt                          | 1914                  | F. Hofmeister, G.Bäumler (Medaillon) | |
|      | I 391       | v. Mayer                           | 1924                  | August Haag                          | |
|      | I 417       | Vaubel, Keiser, Schreff            | ab 1923               | Emil Hub                             | |
|      | I 422       | Schmidt                            | 1908                  | 0                                    | |
|      | I 423       | Grüttner                           | 1909                  | Jac. Groh                            | |
|      | I 424       | v. Pander zur Hosen                | 1908                  | Gg. Scherer (Darmstadt)              | Mausoleum |
|      | I 515       | Heun                               | 1932                  | F. Hofmeister                        | |
|      | I 523       | Schneider                          | 1916                  | Herm. Jess                           | |
|      | I 524       | Abt                                | 1911                  | Gebr. Wagner                         | |
|      | I 525       | Heim                               | 1934                  | C.A. Wucherer                        | |
|      | I 528       | Levy                               | 1915                  | F. Hofmeister                        | |
|      | I 531       | Schroedl                           | 1912                  | A. Varnesi                           | Grab des Malers Norbert Schrödl (1842–1912) |
|      | I 561       | Benedick                           | 1914                  | Gebr. Wagner                         | |
|      | I 562       | Adler                              | 1912                  | S. Holländer                         | |
|      | I 569       | Nath                               | 1914                  | E.C. Klucken                         | |
|      | I 584       | Lemke-Schmitt                      | 1912                  | F. Hausmann                          | |
|      | I 608       | Hochhut                            | 1911                  | E.C. Klucken                         | |
|      | I 609-610   | Wenner                             | 1917                  | Gebr. Wagner                         | |
|      | I 613       | Petry                              | 1912                  | E.C. Klucken                         | |
|      | I 614       | Schmitt                            | 1913                  | E.C. Klucken                         | |
|      | I 624       | Uhl                                | 1912                  | A. Fischer                           | |
|      | I 632       | Schneider                          | 1910                  | E.C. Klucken                         | |
|      | I 635       | Schaefer, Fritz                    | 1910                  | A. Zimmermann                        | |
|      | I 636       | Rupp                               | 1910                  | E.C. Klucken                         | |
|      | I 650-650a  | Neidlinger                         | 1911, ergänzt 1964    | E.Rittweger                          | Im Familiengrab ruht auch Katharina Correggio-Neidlinger |
|      | I 651a      | Sutor                              | 1912                  | F. Hofmeister                        | |
|      | I 651b      | Sachs                              | 1913                  | 0                                    | |
|      | I 658a      | Roos                               | 1916                  | Gebr. Wagner                         | |
|      | I 681       | Orlowski                           | 1909                  | Gebr. Wagner                         | |
|      | I 690       | Böhm                               | 1910                  | Gebr. Wagner                         | |
|      | I 699       | Jacobi                             | 1910                  | Gebr. Wagner                         | |
|      | I 708b      | Hillenbrand                        | 1913                  | Herm. Jess                           | |
|      | I 808       | Gotthold                           | 1919                  | A. Varnesi/F.Hofmeister              | |
|      | I 872c      | Diehl                              | 1937                  | F. Hofmeister                        | Auf das ovale Grabmal ist ein Flugzeugpropeller montiert. |
|      | I 888       | Bender                             | 1921                  | F. Feiß                              | |
|      | I adM 10    | Flechsenhaar                       | 1919                  | F. Hofmeister                        | |
|      | I adM 28-30 | Schwestern des Marienkrankenhauses | ab 1930               | Joh. Hössbacher (rechte Figur)       | |
|      | I adM 31-33 | Gans                               | 1911/1912             | Fritz Klimsch/Ant. Hilf              | |
|      | I adM 36    | Luce                               | 1912                  | Alfr. Luce/F. Hofmeister             | |
|      | I adM 47    | Schaefer, Weiffenbach              | ab 1921               | 0                                    | |
|      | I adM 48    | Meyer                              | ab 1920               | 0                                    | |
|      | I adM 51    | Bohnert                            | 1930                  | Aug. Haag                            | |
|      | I adM 59    | Lavdeos                            | 1922                  | F. Hofmeister                        | |
|      | I adM 63    | Bartmann                           | 0                     | 0                                    | S. An der Mauer 556 |
|      | I adM 68-69 | Leonhard                           | 1923                  | F. Hofmeister                        | |
| 0    | I adM 127   | Herkert                            | 1924                  | Gebr. Wagner                         | |
| 0    | I adM 133   |                                    | Vogel                 | E.C. Klucken                         | |

### Gräber in den Gewannen II
| Bild | Gewann                        | Name(n)            | Jahr                        | Steinmetz                                          | Beschreibung |
| ---- | ----------------------------- | ------------------ | --------------------------- | -------------------------------------------------- | --- |
|      | II 25                         | Sprenger           | 1908                        | F. Hofmeister                                      | |
|      | II 28                         | Weiss              | 1909                        | J. Hösbacher                                       | |
|      | II 38                         | Pook               | 1908                        | F. Hofmeister                                      | |
|      | II 108                        | Schneider          | 1916                        | Gebr. Wagner                                       | |
|      | II 117                        | Herwig             | 1914                        | A. Varnesi/F. Hofmeister                           | |
|      | II 126                        | Richters           | 1915                        | Joh. Hösbacher/Paul Paravicini                     | |
|      | II 129                        | Martens            | 1918                        | E.C. Klucken                                       | |
|      | II 132                        | Lier               | 1914                        | F. Hofmeister                                      | |
|      | II 135                        | Teves              | 1916                        | Johann Josef Belz                                  | Grab des Fabrikanten Alfred Teves (1868–1953) |
|      | II 138                        | Reutlinger         | 1917                        | Joh. Hösbacher                                     | |
|      | II 140                        | Reinhardt          | 1920                        | A. Varnesi/F. Hofmeister                           | |
|      | II 144                        | Freund             | 1917                        | Carl Stock                                         | |
|      | II 147                        | Cürten             | 1915                        | E.C. Klucken                                       | |
|      | II 166                        | Keller             | 1921                        | Oscar Ufert                                        | |
|      | II 185                        | Linnemann          | ab 1916                     | A. Varnesi                                         | |
|      | II 189                        | Fromm              | 1916                        | Gebr. Wagner                                       | |
|      | II 191                        | Kleyer             | 1933                        | F. Sander                                          | Grab des Fabrikanten Heinrich Kleyer (1853–1932) |
|      | II 192                        | Haeuser            | 1938/1953                   | Karl Wach/Heinrich Roskotten                       | Das Grab des Stifters Adolf Haeuser (1857–1938) und seiner Frau Luisa (1869–1953) befindet sich am Kopf einer kleinen Grünanlage gegenüber dem neuen Portal. |
|      | II 200                        | Libbertz           | 1920                        | A. Varnesi/Gebr. Wagner                            | |
|      | II 205                        | Klamberg           | 1918                        | P.Seiler/G.Warmuth/Gebr. Wagner                    | |
|      | II 212a                       | Goldschmidt        | 1919                        | A. Varnesi/Gebr. Wagner                            | |
|      | II 201                        | Fucker             | 1915                        | Edu. Fucker                                        | |
|      | II 208                        | Faber              | 1924                        | Willi Lutz                                         | |
|      | II 218                        | Uhl                | 1926                        | F. Hausmann                                        | |
|      | II 220                        | Stempel            | 1927                        | Carl Stock                                         | Grab des Schriftgießers (Firma D. Stempel) David Stempel (1869–1927)                                                                                         |
|      | II 224                        | Bumb               | 1928                        | Gebr. Wagner                                       | |
|      | II 226                        | Messer             | 1909 (älteres Relief), 1928 | G.M. Geiling (älteres Relief), E.C. Klucken        | |
|      | II 227                        | Köster             | 1929                        | E.W. Köster                                        | |
|      | II 270                        | Kaufmann           | 1917                        | Hugo Eberhardt (Offenbach am Main)                 | |
|      | II 284                        | v. Heyden          | 1920                        | A. Varnesi/Gebr. Wagner                            | |
|      | II 307                        | Reichel            | 1916                        | R. Petruschke / Gebr. Wagner                       | |
|      | II 310                        | Pittroff           | 1920                        | Chr. Rupp                                          | |
|      | II 329                        | Hesse              | 1915                        | Gebr. Wagner                                       | |
|      | II 330                        | Siben              | 1917                        | F. Hofmeister                                      | |
|      | II 325                        | Scherbius, Rakette | 1915                        | E.C. Klucken                                       | |
|      | II 332                        | Odorico            | 1915                        | F. Hofmeister                                      | |
|      | II 335                        | Zimmermann         | 1920                        | Carl Becker                                        | |
|      | II 338                        | Deubel             | 1915                        | F. Hofmeister                                      | |
|      | II 345                        | Schlötel           | 1915                        | Joh. Hösbacher                                     | |
|      | II 360                        | Kümmel             | 1920                        | H. Waderé (München)/E.C. Klucken                   | |
|      | II 372                        | Henninger          | 1915                        | Johann Josef Belz / Gebrüder Wagner                | |
|      | II Gartengräber 1             | Krebs              | 1907 / 1909–10              | Herm. Aufrecht / Gebr. Seeger                      | |
|      | II Gartengräber 2             | Kubler             | 1911                        | F. Hofmeister                                      | |
|      | II Gartengräber 2a            | von Neufville      | 1918                        | Alfr. Günther                                      | |
|      | II Gartengräber 3             | Holzmann           | 1913                        | 0                                                  | |
|      | II Gartengräber 6             | Flörsheim          | 1918                        | C.A. Bermann (München) / F. Hofmeister             | |
|      | II Gartengräber 9, 10, 11, 12 | Merton             | 1917                        | Heinr. Waderé (München)                            | Grab des Unternehmers und Stifters Wilhelm Merton (1848–1916)                                                                                                |
|      | II Gartengräber 15            | Beit v. Speyer     | 1916                        | F. Hausmann                                        | Grab des Bankiers und Stifters Eduard Beit von Speyer (1860–1933)                                                                                            |
|      | II Gartengräber 16            | Nissen             | 1918                        | E. Rittweger                                       | |
|      | II Gartengräber 18            | von Miquel         | 1917                        | Eugen G. Schmohl                                   | |
|      | II Gartengräber 20            | v. Goldammer       | 1928                        | Schneider&Hanau                                    | |
|      | II Gartengräber 21            | Edinger            | 1930                        | F. Hofmeister                                      | Gräber von Anna Edinger (1863–1929), Sozialpolitikerin, Ludwig Edinger (1855–1918), Neurologe und Mäzen sowie Tilly Edinger (1897–1967), Paläontologin       |
|      | II Gartengräber 23            | Stoltze            | 0                           | 0                                                  | Grab des Schriftstellers Carl Adolph Stoltze (1842–1933) |
|      | II Gartengräber 24            | Adickes            | 0                           | Johann Josef Belz                                  | Grab des Oberbürgermeisters Franz Adickes (1846–1915) |
|      | II Gartengräber 28            | v. Ollenburg       | 1919                        | 0                                                  | |
|      | II Gartengräber 29, 29a, 30   | v. Weinberg        | 1922                        | Herm. Senf                                         | Grab des Industriellen Arthur von Weinberg (1860–1943) |
|      | II Gartengräber 37            | Stroh              | 1918                        | Gebr. Wagner                                       | |
|      | II Gartengräber 39            | Lehmann            | 1917                        | F. Hausmann / Gebr. Wagner                         | |
|      | II Gartengräber 40            | Wagner, Klemm      | 1919                        | E. Rittweger / F. Hofmeister                       | |
|      | II Gartengräber 42            | Weinreben          | 1930 / 1934                 | Hans Dammann (Berlin) / C. Winterhelt (Miltenberg) | |
|      | II Gartengräber 47            | Müller             | 1917                        | Wilhelm Maus                                       | |
|      | II Gartengräber 56            | Polchau            | 1918                        | Gebr. Wagner                                       | |
|      | II Gartengräber 60            | Hallgarten         | 1926                        | P.Paravicini                                       | Grab des Chemikers Friedrich Hallgarten (1865–1925) |
|      | II Gartengräber 64            | Flinsch            | 1916                        | F. Hausmann                                        | Grab des Papierfabrikanten und Kommunalpolitikers Wilhelm Christian Ferdinand Flinsch (1841–1928)                                                            |
|      | II Gartengräber 67-68         | Passavant          | ab 1923                     | 0                                                  | |
|      | II Gartengräber 69            | Neher              | 1918                        | A. Varnesi / Gebr. Wagner                          | Grab des Architekten Ludwig Neher (1850–1916) |
|      | II Gartengräber 71            | Gress              | 1916                        | Christian Schmidt-Knatz / Andreas Henß             | |
|      | II Gartengräber 72            | Pistor             | ab 1918                     | 0                                                  | |
|      | II Gartengräber 74            | Andreae            | 1916                        | Richard Förster (München)                          | |
|      | II Gartengräber 76            | Kertess            | 1918                        | Arnold Richert (Freiburg)                          | |
|      | adM II 85-86                  | Wissenbach         | 1910                        | F. Hofmeister                                      | |
|      | adM II 92                     | Ullmann            | 1912                        | Eduard Rettenmaier/Gebr. Wagner                    | |
|      | adM II 101                    | Cnyrim             | 1916                        | F. Hofmeister                                      | |
|      | adM II 114                    | Passavant          | 1911                        | Gebr. Wagner                                       | |
|      | adM II 117-118                | Strömsdörfer       | 1909                        | Karl Friedrich Rau / Gebr. Wagner                  | |

### Gräber in den Gewannen III
| Bild | Gewann              | Name(n)     | Jahr | Steinmetz     | Beschreibung                                                         |
| ---- | ------------------- | ----------- | ---- | ------------- | -------------------------------------------------------------------- |
|      | III Gartengräber 9  | Gans        | 1927 | F. Hausmann   | Das Grab des Chemikers und Industriellen Leo Ludwig Gans (1843–1935) |
|      | III Gartengräber 17 | Wertheimber | 1921 | Paul Seiler   |                                                                      |
|      | III Gartengräber 24 | Donndorf    | 1919 | Paul Seiler   |                                                                      |
|      | III Gartengräber 46 | Boehler     | 1919 | Fritz Klimsch |                                                                      |
|      | III Gartengräber 49 | Burkard     | 1919 | Eugen Klimsch |                                                                      |

### Gräber in den Gewannen IV
| Bild | Gewann     | Name(n)              | Jahr | Steinmetz                    | Beschreibung                                   |
| ---- | ---------- | -------------------- | ---- | ---------------------------- | ---------------------------------------------- |
|      | IV 1       | Gans                 | 1909 | Friedrich Christoph Hausmann | Mausoleum Gans                                 |
|      | IV 22      | Henning              | 1913 | Gebr. Wagner                 |                                                |
|      | IV 37      | Theis                | 1920 | F. Hofmeister                |                                                |
|      | IV 43      | Lutz                 | 1913 | F. Hofmeister                |                                                |
|      | IV 98      | Bangel               | 1912 | 0                            |                                                |
|      | IV 101     | Ganss                | 1913 | F. Hofmeister                |                                                |
|      | IV 102     | Riese                | 1914 | Aug. Bischoff                |                                                |
|      | IV 105     | Naumann              | 1913 | F. Hofmeister                |                                                |
|      | IV 106     | Hohmann              | 1912 | E.C. Klucken                 |                                                |
|      | IV 109     | Schröder             | 1916 | F. Hofmeister                |                                                |
|      | IV 116     | Müller               | 1912 | F. Hofmeister                |                                                |
|      | IV 120     | Euler                | 1957 | 0                            | Grab des Flugpioniers August Euler (1868–1957) |
|      | IV 121     | v. Flotow            | 1916 | Schneider & Hanau            |                                                |
|      | bei IV 121 |                      | 0    | 0                            | Putto                                          |
|      | IV 134     | Dressler             | 1917 | E.C. Klucken                 |                                                |
|      | IV 135     | Mahr                 | 1919 | Aug. Bischoff                |                                                |
|      | IV 138     | Schuster             | 1914 | A. Varnesi / F. Hofmeister   |                                                |
|      | IV 160     | Großmann             | 1927 | F. Hofmeister                |                                                |
|      | IV 168     | Bauer-Gross          | 1913 | Gebr. Wagner                 |                                                |
|      | IV 172     | Lerp                 | 1913 | Gebr. Wagner                 |                                                |
|      | IV 202     | Steiniger, Gattinger | 1914 | Gebr. Wagner                 |                                                |
|      | IV 215     | Donalies             | 1914 | F. Hofmeister                |                                                |
|      | IV 371     | Schober              | 1915 | Gebr. Wagner                 |                                                |
|      | IV 399     | Metzler              | 1917 | P. Paravicini                |                                                |

### Gräber in den Gewannen V
| Bild | Gewann | Name(n)            | Jahr                  | Steinmetz                                         | Beschreibung |
| ---- | ------ | ------------------ | --------------------- | ------------------------------------------------- | --- |
|      | V 1    | v. Kremski         | 1913                  | F. Hofmeister                                     | |
|      | V 2    | Ravenstein         | 1913 (Erstbestattung) | 0                                                 | Grab von Simon Ravenstein (1844–1932) |
|      | V 13   | Heynold            | 1911                  | H. Kottwitz / E.C. Klucken                        | |
|      | V 61   | Martin             | 1913                  | R. Linnemann / F. Hofmeister                      | |
|      | V 73   | Billerbeck         | 1911                  | O. Ufert / Gebr. Wagner                           | |
|      | V 74   | Fischbach          | 1913                  | E.C. Klucken                                      | |
|      | V 87   | Holzamer-Henn      | 1910                  | 0                                                 | |
|      | V 108  | Kemkes             | 1912                  | J. Hilf                                           | |
| 0    | V 145  | v. Roessler, Maron | 1911                  | F. Hofmeister                                     | |
|      | V 149  | De Ridder          | 1913                  | Gebr. Wagner                                      | |
|      | V 151  | Simon              | 1911                  | Georg Herwig                                      | |
|      | V 152  | Bünte              | 1914                  | F. Hofmeister                                     | |
|      | V 155  | Strauß             | 1911                  | F. Hofmeister                                     | |
| \|   | V 157  | Becker             | 1912                  | Jos. Correggio (Relief) / Jacob Melchert (Dessau) | |
|      | V 158  | Mayer              | 1911                  | Joh. Hössbacher                                   | |
|      | V 159  | Oeser              | 1913                  | R. Allessen (Mannheim) / Joh. Hössbacher          | Grab des ersten Generaldirektors der Deutschen Reichsbahn, Carl Gustav Rudolf Oeser (1858–1926). |
|      | V 163  | Mouson             | 1911                  | Alfred Engelhard & Cie. / F. Hofmeister           | Grab von Johann Georg Mouson (1812–1894), Seifen und Lichterfabrikant |
|      | V 246  | Jaeger, Scholz     | 1913                  | Louise Schmidt (Relief) / Gebr. Wagner            | |
|      | V 249  | Schmid             | 0                     | 0                                                 | |
|      | V 259  | Plan               | 1911 Erstbestattung   | 0                                                 | |
|      | V 267  | Sendelbach         | 1911                  | E.C. Klucken                                      | |
|      | V 339  | Krämer             | 1933                  | F. Hofmeister                                     | |
|      | V 340  | Rucker, Gessner    | 1912                  | Gebr. Wagner                                      | |
|      | V 341  | Krank              | 1912                  | Jos Stenger                                       | |
|      | V 324  | Radtke             | 1915                  | E.C. Klucken                                      | |
|      | V 362  | Thiem              | 1911                  | E.C. Klucken                                      | |
|      | V 415  | Hoffmann           | 1924                  | Gebr. Wagner                                      | |
|      | V 416  | Scheuermann        | 1912                  | Daniel Greiner                                    | |
|      | V 428  | Klimsch            | 1933                  | Fritz Klimsch / F. Hofmeister                     | Es handelt sich um das Familiengrab der Familie Klimsch. Begraben sind Ferdinand Karl Klimsch (1812–1890), seine Frau Henriette (1818–1884) und sein Sohn Karl Ferdinand Klimsch (1841–1926). Ebenfalls dort bestattet sind die Kinder von Karl Ferdinand Klimsch Frederike Dorothea (genannt Frieda) (1869–1921), Eugen (1872–1945) und Helene (1866–1950) sowie weitere Mitglieder der Familie. |
|      | V 429  | Brenner            | 1912                  | F. Hofmeister                                     | |

### Gräber in den Gewannen VI
| Bild | Gewann      | Name(n)                                       | Jahr    | Steinmetz              | Beschreibung                                                  |
| ---- | ----------- | --------------------------------------------- | ------- | ---------------------- | ------------------------------------------------------------- |
|      | VI 54       | Kemp                                          | 1916    | E.C. Klucken           |                                                               |
| 0    | VI 84       | Walter, Müller                                | 1915    | E.C. Klucken           |                                                               |
| 0    | VI 87       | Volk                                          | 1917    | E.C. Klucken           |                                                               |
|      | VI 93-95    | Schreitz                                      | 1919    | Paul Seiler            |                                                               |
|      | VI 150      | Kotzenberg                                    | 1938    | W. Riedesser (München) | Das Grab des Kaufmanns und Mäzens Karl Kotzenberg (1866–1940) |
|      | VI 251-251a | Hahn                                          | 1917    | F. Hofmeister          |                                                               |
|      | VI 312a     | Kenotaph für die Gefallenen der Gewerbeschule | um 1920 | 0                      |                                                               |

### Gräber in den Gewannen VII
| Bild | Gewann | Name(n)                                                               | Jahr | Steinmetz                                            | Beschreibung |
| ---- | ------ | --------------------------------------------------------------------- | ---- | ---------------------------------------------------- | ------------ |
|      | VII    | Gräberfeld für die Kriegstoten des Ersten und Zweiten Weltkriegs      | 1928 | Herm. Senf (Rotunde) / Paul Seiler (Kriegerskulptur) |              |
|      | VII    | Gräberfeld (Gewann I) „Den Opfern der Gewalt 1933–1945“, Figur „Hiob“ | 1959 | Gerh. Marcks                                         |              |

### Gräber in den Gewannen IX
| Bild | Gewann | Name(n)         | Jahr | Steinmetz               | Beschreibung |
| ---- | ------ | --------------- | ---- | ----------------------- | ------------ |
| 0    | IX 21  | Nischwitz, Pitz | 1913 | Franz Schaber (Neuwied) |              |
| 0    | IX 100 | Arbini          | 1952 | Gebr. Wagner            |              |
| 0    | IX 128 | Streitwolf      | 1935 | Ludwig Mergehenn        |              |
| 0    | IX 147 | Götz            | 1936 | Gebr. Wagner            |              |
| 0    | IX 143 | Staib           | 1940 | Joh. Rumpf              |              |

### Gräber in den Gewannen XII
| Bild | Gewann               | Name(n)                 | Jahr | Steinmetz                      | Beschreibung                                                     |
| ---- | -------------------- | ----------------------- | ---- | ------------------------------ | ---------------------------------------------------------------- |
|      | XII 1                | Boehle                  | 1919 | Fritz Boehle / Joh. Hössbacher | Grab des Malers und Bildhauers Karl Friedrich Boehle (1873–1916) |
|      | XII 13               | Baldus, Roesler         | 1917 | Louise Schmidt                 |                                                                  |
|      | XII 19               | Pfeiffer                | 1920 | G. Warmuth                     |                                                                  |
|      | XII 26               | Gizelt                  | 1928 | Ludwig Jacob (Offenbach)       |                                                                  |
| 0    | XII 31               | Gottschalk              | 1918 | Joh. Hössbacher                |                                                                  |
|      | XII 33               | Schädel, v. Volkmann    | 1913 | Herm. Schädel                  |                                                                  |
|      | XII 35               | Germersheimer           | 1918 | Gebr. Wagner                   |                                                                  |
|      | XII 36               | Heuser                  | 1922 | 0                              |                                                                  |
|      | XII 111              | Arnoul                  | 1920 | P. Seiler / Gebr. Wagner       |                                                                  |
|      | XII 115              | Jockel                  | 1919 | F. Hofmeister                  |                                                                  |
|      | XII 597              | Rettenmoser             | 1923 | Chr. May                       |                                                                  |
|      | XII 602              | Schweighöfer            | 1931 | E.C. Klucken                   |                                                                  |
|      | XII 605              | Gros                    | 1923 | F. Hofmeister                  |                                                                  |
|      | XII Gartengräber 26  | Böcher                  | 1922 | 0                              |                                                                  |
|      | XII Gartengräber 29  | Ephraim                 | 1928 | Gebr. Wagner                   |                                                                  |
|      | XII Gartengräber 31  | Heckmann                | 1921 | Hans Behrens                   |                                                                  |
|      | XII Gartengräber 32  | Bonn                    | 1926 | A. Breslauer (Berlin)          |                                                                  |
|      | XII Gartengräber 38  | Maier, Simon            | 1927 | Joh. Hössbacher                |                                                                  |
|      | XII Gartengräber 41  | Momberger-v. Bardeleben | 1926 | Gebr. Wagner                   |                                                                  |
|      | XII Gartengräber 52  | Hübner                  | 1921 | E.C. Klucken                   |                                                                  |
|      | XII Gartengräber 58  | Hummerich               | 1923 | Heinrich Hüsler                |                                                                  |
|      | XII Gartengräber 80a | Herold                  | 1920 | E.C. Klucken                   | Grab des Bildhauers Gustav Herold (1839–1927)                    |

### Gräber in den Gewannen XIII
| Bild | Gewann   | Name(n) | Jahr | Steinmetz       | Beschreibung |
| ---- | -------- | ------- | ---- | --------------- | ------------ |
|      | XIII 42  | Zschoge | 1920 | E.C. Klucken    |              |
| 0    | XIII 145 | Junker  | 1920 | Heinrich Junker |              |
|      | XIII 227 | Lahl    | 1920 | Hermann Jess    |              |

### Gräber in den Gewannen XIV
| Bild | Gewann                    | Name(n)            | Jahr      | Steinmetz                  | Beschreibung |
| ---- | ------------------------- | ------------------ | --------- | -------------------------- | --- |
|      | XIV 6                     | Dröll              | 1921      | F. Hofmeister              | |
|      | XIV 9                     | Hartz              | 1943      |                            | |
|      | XIV 64                    | Goetz              | 1918      | E.C. Klucken               | |
|      | XIV 74                    | Ewald              | 1920      | Joh. Hösbacher             | |
|      | XIV 127                   | Porth              | 1938      | E.C. Klucken               | |
|      | XIV 184                   | Früauff            | 1918      | F. Hofmeister              | |
|      | XIV 219 b                 | Groenhoff          | 1933      | Carl Stock                 | Das Grab des Segelfliegers Günther Groenhoff (1908–1932)                                                                                        |
|      | XIV 225                   | Dauch              | 1926      | F. Hofmeister              | |
|      | XIV 211                   | Gillsch, Sonntag   | 1919      | P. Seiler / Gebr. Wagner   | |
|      | XIV 279                   | Haas               | 1916      | E.C. Klucken               | |
|      | XIV                       | Kolumbarien        | 1909–1911 | 0                          | |
|      | XIV Urnenhain 7           | Hepp               | 1918      | Gebr. Wagner               | |
|      | XIV Urnenhain 8           | Weber              | 1917      | E.C. Klucken               | |
|      | XIV Urnenhain 9           | Meyer              | 1915      | Gebr. Wagner               | |
|      | XIV Urnenhain 13          | Tietz              | 1918      | S. Holländer               | |
|      | XIV Urnenhain 14          | Swarzenski         | 1916      | Gebr. Wagner               | |
|      | XIV Urnenhain17           | Antz               | 1917      | Gebr. Wagner               | |
|      | XIV Urnenhain 42          | Zeiss              | 1913      | Joh. Hössbacher            | |
|      | XIV Urnenhain 43          | Levinger           | 1913      | S. Holländer               | |
|      | XIV Urnenhain 46          | Wick               | 1923      | F. Hofmeister              | |
|      | XIV Urnenhain 111         | Bürschgens         | 1915      | Hermann Jess               | |
|      | XIV Urnenhain 121         | Deutschmann, Bader | 1915      | Alfred Engelhard & Cie     | |
|      | XIV Urnenhain 211         | Koch               | 1920      | Gebr. Wagner               | |
|      | XIV Urnenhain 212         | Bomm               | 1921      | Gebr. Wagner               | |
|      | XIV Urnenhain 315         | Köster             | 1923      | Gebr. Wagner               | |
|      | XIV Urnenhain 335         | Hoff               | 1923      | Gebr. Wagner               | |
|      | XIV Urnenhain 336         | Walter             | 1927      | Ph. Holzmann               | |
|      | XIV Urnenhain 337         | Filsinger          | 1924      |                            | |
|      | XIV Urnengartengräber 6   | Duden              | 1924      | Gebr. Wagner               | |
|      | XIV Urnengartengräber 7   | Rüger              | 1923      | Hans Behrens               | |
|      | XIV Urnengartengräber 14  | Robinson           | 1921      | Karl Wach / Friedrich Ohly | |
|      | XIV Urnengartengräber 26  | Welcker, Schöndube | 1921      | 0                          | Auf dem Grab befindet sich eine lebensgroße Bronzestatue eines trauernden Mädchens. In diesem Grab ist der Journalist Claus Schöndube begraben. |
|      | XIV Urnengartengräber 33a | Schnorrenberg      | 1927      | F. Hofmeister              | |

### Gräber in den Gewannen XV
| Bild | Gewann | Name(n)                         | Jahr                             | Steinmetz             | Beschreibung                                                                                                |
| ---- | ------ | ------------------------------- | -------------------------------- | --------------------- | --- |
|      | XV 11  | Schäfer                         | 1918                             | 0                     | |
|      | XV 37  | Friz                            | 1920                             | G. Warmuth            | |
|      | XV 41  | Abeck                           | 1919                             | Jos. Stark (Nürnberg) | |
|      | XV 42  | Schuessler                      | 1919                             | J. Hössbacher         | |
|      | XV 668 | Henle                           | 1921                             | F. Hofmeister         | |
|      | XV 697 | Denkmal Luftschiff „Hindenburg“ | 1937 (Entwurf) 1939 (Ausführung) | Carl Stock            | Denkmal für die 7 Todesopfer des in Lakehurst am 6. Mai 1937 verunglückten Luftschiffs LZ 129 „Hindenburg“. |

## Brunnen
Daneben stehen folgende Brunnen unter Denkmalschutz:

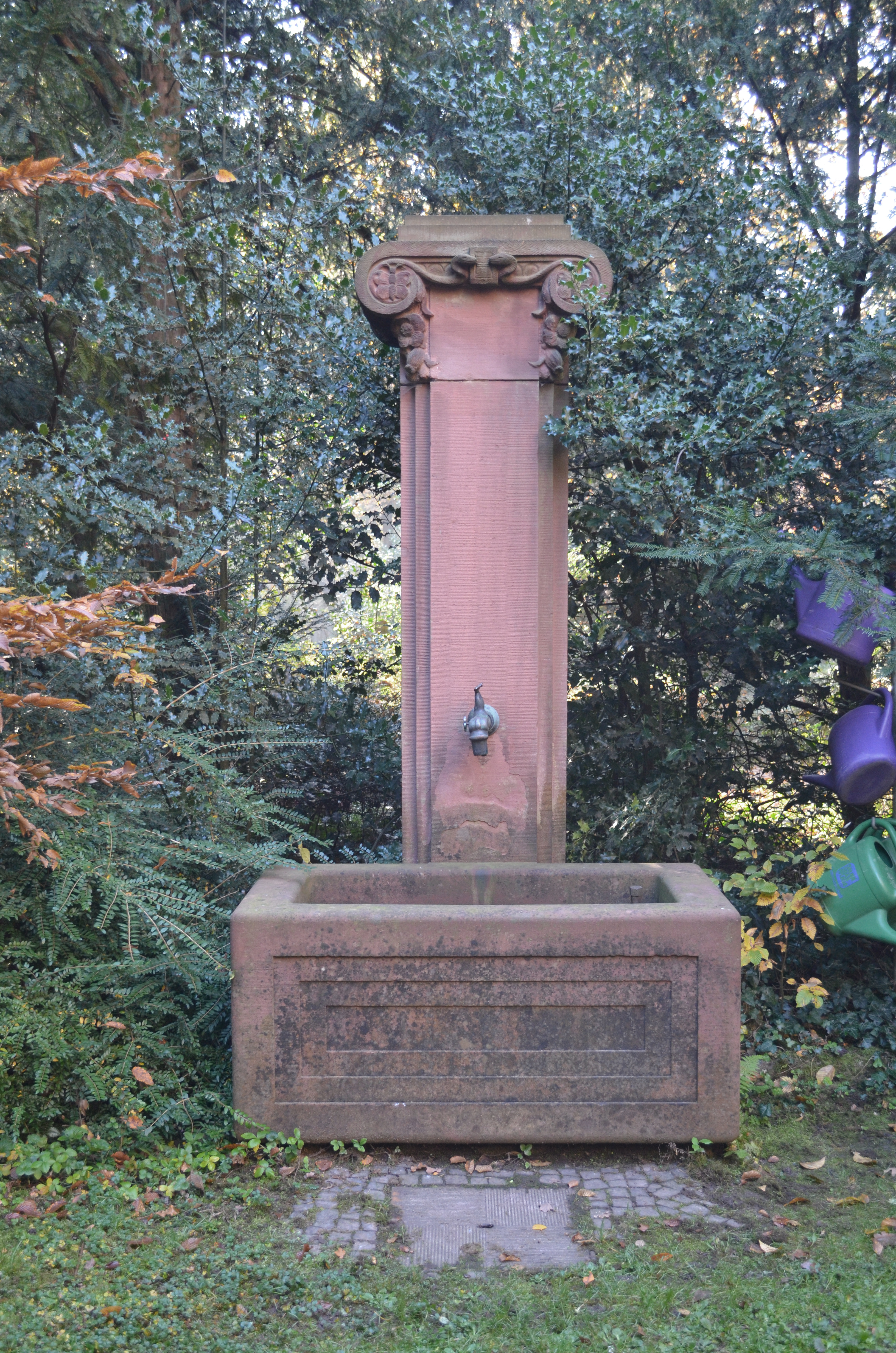
Brunnen bei I 213
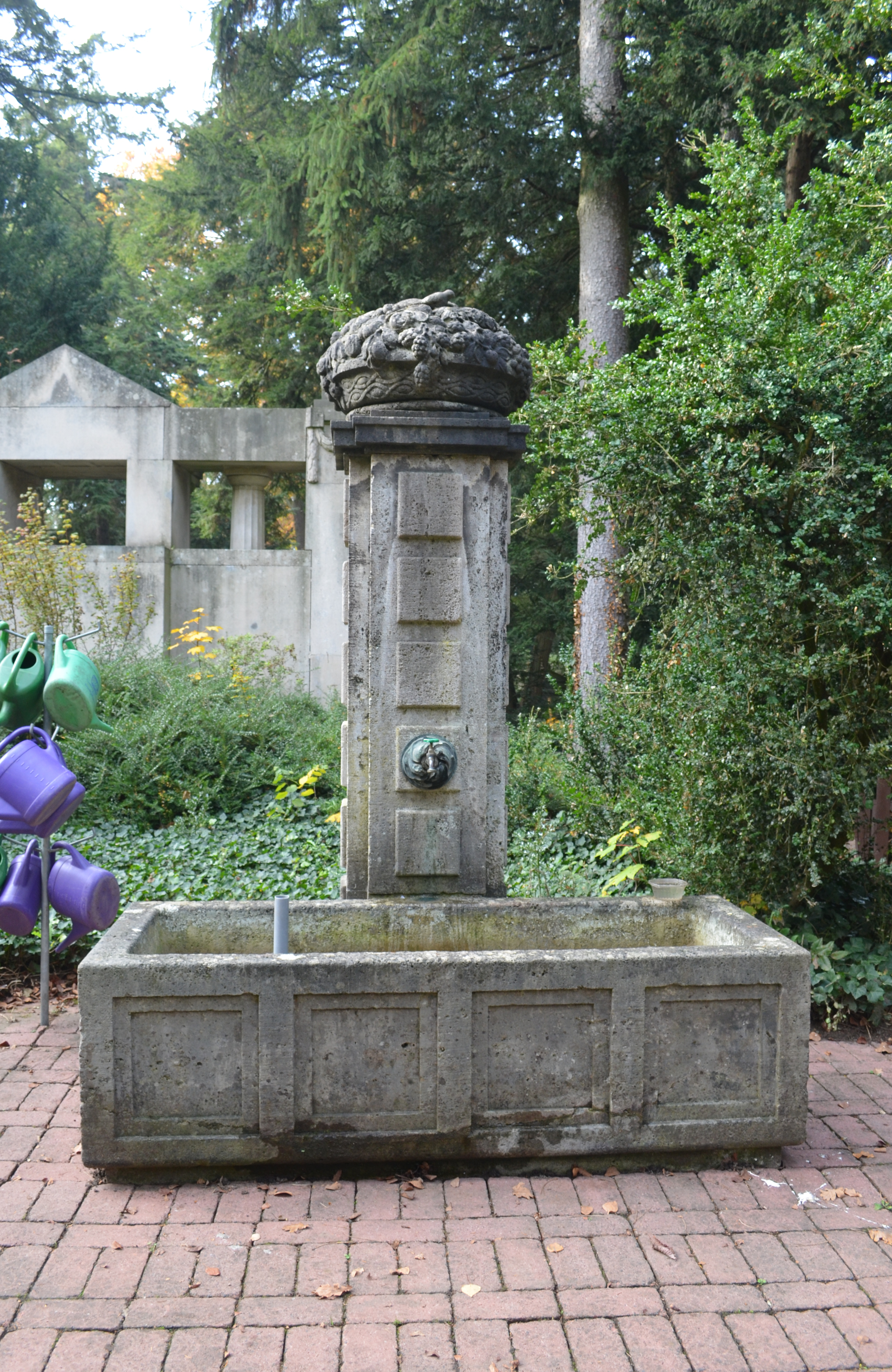
Brunnen bei II GG 1
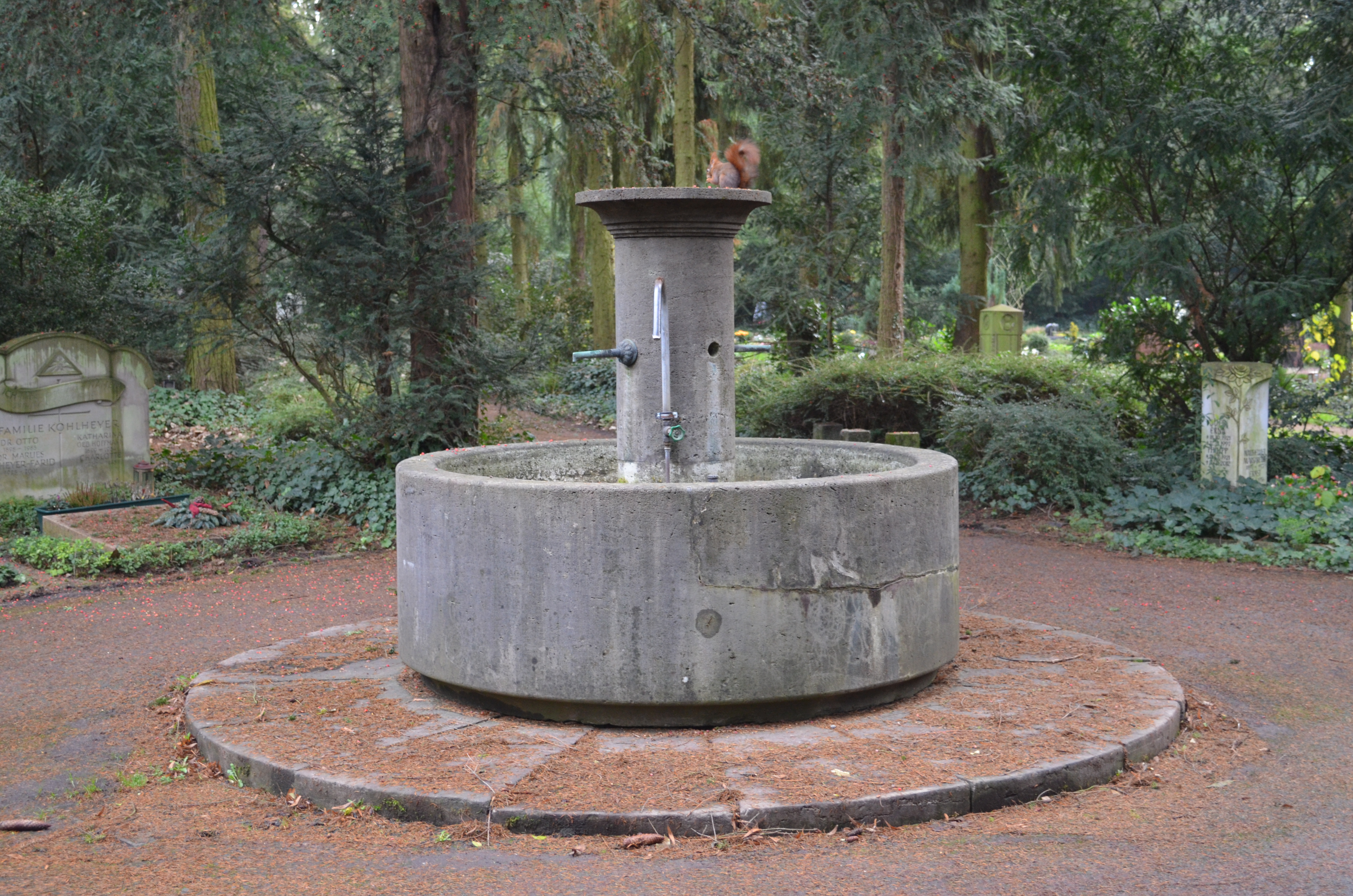
Brunnen bei IV 223
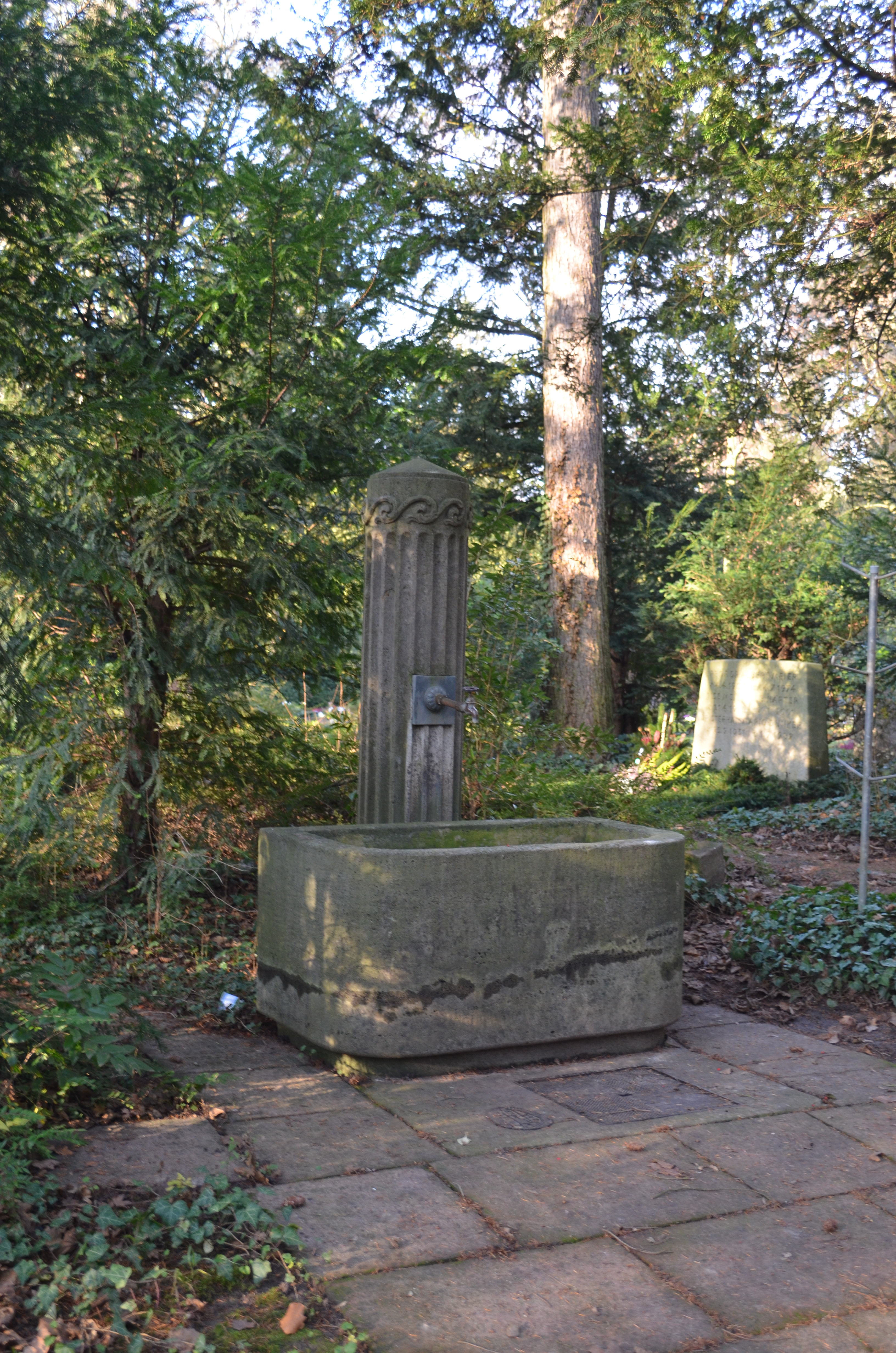
Brunnen bei V 341
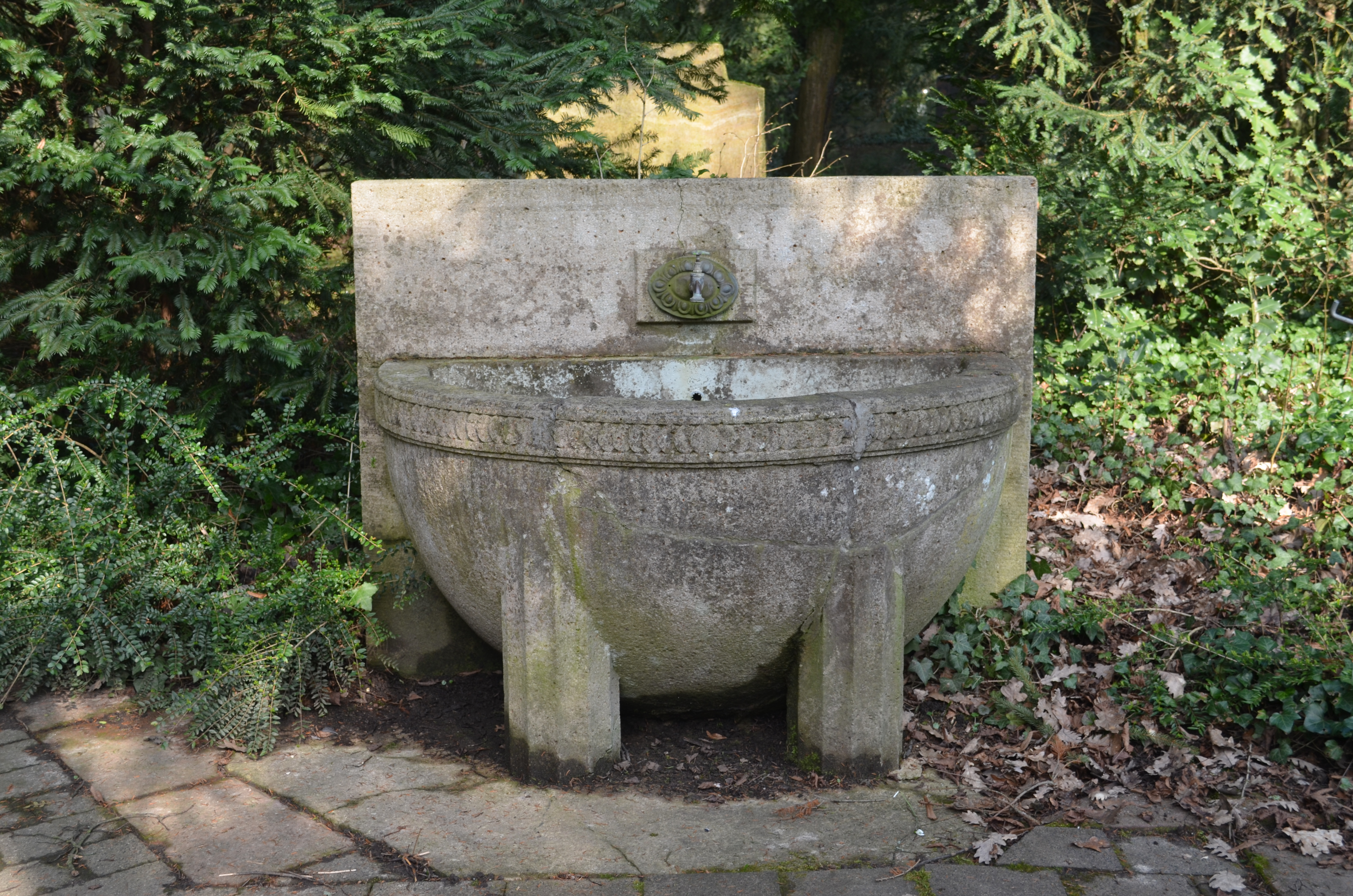
Brunnen bei VI 314

- Brunnen bei I 213
- Brunnen bei II GG 1
- Brunnen bei IV 223
- Brunnen bei V 341
- Brunnen bei VI 314